# 認定情報技術者
認定情報技術者（にんていじょうほうぎじゅつしゃ、英：Certified IT Professional、略称：CITP）は、一般社団法人情報処理学会が認定する上級情報処理技術者の資格。

## 概要
経済産業省の策定したITスキル標準（ITSS）に準拠し、ITSSのレベル4以上の高度IT人材を認定の対象としている。国際標準のISO/IEC 24773（ソフトウェア技術者認証）およびISO/IEC 17024（適合性評価：要員の認証を実施する機関に対する一般的要求事項）と整合性がある。また、この資格制度は2018年に情報処理国際連合（IFIP）の相互認証組織であるIP3の認定を受けており、グローバルに通用する資格になっている。

## 制度の運用
個人認証と企業認定の2本立てとなっている。個人認証では、個々の技術者の資格審査を情報処理学会が直接行う。一方、企業認定では、所定の要件を満たす企業内資格制度を情報処理学会が認定し、企業内資格を有する社員にCITP資格を付与する。個人認証は2014年6月、企業認定は2015年7月にそれぞれ運用が開始された。

## 有効期間
CITP資格の有効期間は3年。更新に際しては、CPD（Continuing Professional Development;継続研鑽）の実績が求められる。

## 個人認証の審査
申請には、情報処理技術者試験の高度試験（情報処理安全確保支援士試験を含む）に合格しているか、技術士（情報工学部門）登録している必要がある。情報処理学会員である必要はない。審査は、ITSSの基準に基づいて主として業務経歴書等の書類を評価することにより行われる。

## 企業認定の審査
企業内資格制度が情報処理学会の定めた基準（ITSS等をベースにしている）を満たしていることを記述した自己評価書等の書類の評価および実地調査により審査が行われる。

## プロフェッショナルコミュニティ
CITP資格の取得者によってプロフェッショナルコミュニティが形成され、有志によるコミュニティ活動が行われている。地域の大学での情報関係授業の支援、小学校プログラミング教育の支援、シビックテックによる社会課題解決の取り組み等の社会貢献活動の他、技術者同士の交流を通じた自律的な質の向上を図る活動等が行われている。